# Werenberg
Werenberg, auch Wehrenberg geschrieben, ist der Name eines niedersächsischen Theologengeschlechts.

## Familienmitglieder
1. Lütke Werenberg († 1591)
  1. Jacob Werenberg (1547–1610), Pastor an St. Petri zu Hamburg
    1. Bernhard Werenberg (1577–1643), Professor am Akademischen Gymnasium Hamburg für Predigtkunst, Ethik, Geschichte und Politik
      1. Jacob Werenberg (1616–1681), Pastor zu Amelinghausen
        1. Jacob Philipp Werenberg (1655–1705), Pastor zu Amelinghausen

    2. Jacob Werenberg (1585–1623), Professor am Akademischen Gymnasium Hamburg für Logik und Metaphysik
      1. Paul Werenberg (1620–1650), Diakon an der Stadtkirche zu Eulenburg
      2. Heinrich Jonathan Werenberg (1651–1713), Superintendent zu Lüneburg, Urenkel Philipp Melanchthons
        1. Johann Samuel Werenberg (1695–1713), Kandidat des Predigeramtes zu Lüneburg
        2. N.N.
        3. N.N.
        4. Johann George Werenberg (* 1702), Professor an der Ritterakademie zu Lüneburg

    3. Thomas Werenberg